# Phạm Thư
Phạm Thư (chữ Hán: 范雎, ?-255 TCN), hay Phạm Tuy (范睢), tự là Thúc (叔), là thừa tướng nước Tần thời Chiến Quốc trong lịch sử Trung Quốc. Lúc sinh thời ông được phong đất Ứng Thành nên còn được gọi là Ứng hầu (應侯).

## Mắc nạn ở nước Ngụy
Phạm Thư nguyên là người nước Ngụy, quê ở Đại Lương. Theo Sử ký, ông là người có tài bàn trời nói đất, có trí định nước yên dân nhưng vì nhà nghèo không ai tiến dân nên phải đi làm môn hạ của quan đại phu nước Ngụy là Tu Giả.
Có lần Tu Giả đi sứ nước Tề có dẫn Phạm Thư đi theo hầu. Khi đến triều kiến vua Tề, Tu Giả bị vua Tề hỏi vặn việc nước Ngụy hợp quân với nước Yên đánh Tề khi trước, không biết trả lời ra sao. Phạm Thư đứng bên cạnh đỡ lời giúp Tu Giả nên được vua Tề cảm phục. Tề Tương vương muốn giữ ông lại làm khách khanh, lại ban cho hậu lễ mười cân hoàng kim và trâu, rượu để mời ở lại nhưng Phạm Thư từ tạ xin trở về.
Tu Giả biết chuyện của Phạm Thư, trong lòng tức giận, khi về nước nói với tướng quốc Ngụy Tề rằng ông có đem việc kín trong nước bảo cho Tề biết nên mới được vua Tề ban cho hậu như thế. Ngụy Tề nghe xong tức giận, sai dùng nhục hình với Phạm Thư nhưng ông nhất quyết không nhận tội thì bị Ngụy Tề sai đánh tới chết. Một lúc sau, Phạm Thư ngất đi. Ngụy Tề tưởng ông đã chết, bèn bảo tân khách ra mà tiểu vào xác, đem bỏ xác đi. Nhờ đó Phạm Thư thoát chết trở về, và nương nhờ Trịnh An Bình cũng là người nước Ngụy, đổi tên là Trương Lộc (张禄).

## Sang Tần, làm khách khanh
Cùng lúc đó,  nước Tần sai sứ là Vương Kê đến nước Ngụy. Trịnh An Bình giả làm sai dịch để vào gặp Vương Kê, được yêu quý. Có lần Vương Kê hỏi nước Ngụy còn có người hiền nào, thì An Bình nói là có Trương Lộc. Vương Kê bèn mời ông đến gặp. Phạm Thư ứng đối trôi chảy làm Vương Kê cảm phục, muốn cùng đi tới nước Tần, bèn hẹn Phạm Thư đến phía Nam Tam Đình vắng vẻ sẽ đưa cả hai cùng đi.
Khi đến nước Tần, Vương Kê và Phạm Thư gặp xe của Thừa tướng nước Tần là Ngụy Nhiễm đang đi Huyền ấp. Phạm Thư nói:
Tôi nghe Nhương hầu chuyên quyền ở nước Tần, ghen người hiền, ghét kẻ tài, không muốn dung tân khách các nước, cho nên tôi sợ bị nhục, vậy xin hãy ẩn vào trong hòm để lánh mặt.
Khi Phạm Thư trốn vào trong hòm thì xe của Ngụy Nhiễm đến. Sau khi nói chuyện ít lâu với Vương Kê thì Ngụy Nhiễm bỏ đi. Phạm Thư đoán rằng Ngụy Nhiễm là người đa nghi, sẽ sợ Vương Kê đem theo người khách nào đến nước Tần, nên cùng xe của Trịnh An Bình chạy lên trước. Quả nhiên chỉ đi được 10 dặm thì gặp lính của Ngụy Nhiễm đến khám xét xe của Vương Kê. Do Phạm Thư đã tránh vào xe của Trịnh An Bình nên không bị phát hiện. Sau đó ông cùng Vương Kê vào Hàm Dương.
Vương Kê vào yết kiến Tần Chiêu Tương vương, tiến cử Trương Lộc nhưng vua Tần không tin, không triệu kiến. Phạm Thư từ đó ở lại nước Tần, nhưng đến nửa năm vẫn không được vua Tần gọi đến. Phạm Thư thấy Ngụy Nhiễm đánh đất Cương Thọ của Tề để mở rộng phong ấp bèn viết thư cho vua Tần, nói rằng:
Kẻ bề tôi gửi trọ là Trương Lộc dám dâng lời tâu này, tội thật đáng giết. Tôi nghe nói rằng minh quân trị nước, người có công thì thưởng, kẻ có tài thì cho làm quan, công to thì lộc hậu, tài cao thì chức trọng, cho nên kẻ bất tài không dám lạm chức mà người có tài không đến bị bỏ sót. Tôi nay đợi mệnh ở hạ xá đã hơn một năm; nếu nhà vua cho tôi là có thể dùng được, xin cho tôi được chút thì giờ để giãi bày những điều tôi muốn nói; nhược bằng nhà vua cho tôi là vô dụng thì lưu tôi lại làm gì ? Quyền nói là ở tôi, quyền nghe là ở nhà vua, nếu tôi nói mà không đúng, thì bấy giờ sẽ xin chịu tội. Vậy chớ nên vì cớ khinh tôi mà khinh cả người tiến cử tôi vậy !"
Vua Tần nghe vậy, bèn quyết định triệu Phạm Thư vào cung gặp mặt. Phạm Thư đến li cung chờ vua Tần, đến khi thấy tên hoạn giả hô là có vua đến, Phạm Thư nói: Nước Tần có vua sao, hay chỉ có Thái hậu với Nhương hầu. Khi Phạm Thư và tên hoạn giả đang cãi nhau thì vua Tần đến, Phạm Thư dùng lời lẽ nhún nhường. Vua Tần bèn triệu Phạm Thư vào cung. Lúc đó trong cung vắng người. Khi Tần Chiêu Tương vương hỏi thì ông vâng dạ ba lần, rồi mới trình bày với vua Tần rằng nước Tề cách Tần rất xa, nếu có đánh được Tề thì cũng không thể chiếm đất được và khuyên vua Tần dùng kế sách viễn giao cận công, đem quân tấn công Hàn, Ngụy, thân Tề, Sở. Vua Tần thán phục, phong Phạm Thư làm Khách khanh. Theo ý kiến của Phạm Thư, vua Tần sai ngũ đại phu đem quân đánh Ngụy, chiếm ấp Hoài, hai năm sau lại chiếm Hình Khâu.

## Được phong thừa tướng
Năm 265 TCN, Phạm Thư thấy mình đã được tin dùng, bèn tâu với Tần Chiêu Tương vương rằng:
-Trước kia tôi ở Sơn Đông, nghe nói ở Tề chỉ có Mạnh thường quân chứ không có vua Tề. Nay ở nước Tần cũng chỉ nghe nói có thái hậu, Nhương hầu, Hoa Dương quân, Cao Lăng quân, Kinh Dương quân, chứ không nghe nói có vua Tần. Đại phàm giữ quyền trị nước, ấy là vua, cho nên các quyền sinh, sát, giữ, đoạt, người khác không được chuyên dùng. Nay thái hậu cậy mình là quốc mẫu, chuyên quyền không nể đã bốn mươi năm rồi; Nhương hầu một mình làm tướng Tần, Hoa Dương giúp sức, Kinh Dương, Cao Lăng đều có vây cánh, sinh sát tự do, tài sản của tư gia gấp mười nhà nước, đại vương chỉ chắp tay mà giữ cái tiếng là vua không, chẳng cũng nguy lắm ru? Trước kia Thôi Trữ chuyên quyền ở Tề rồi giết Trang công. Lý Đoái chuyên quyền ở Triệu rồi giết chủ phụ, nay Nhương hầu trong thì cậy thế thái hậu, ngoài thì trộm oai đại vương, dụng binh thì chư hầu sợ, giải giáp thì chư hầu mừng, đặt kẻ tai mắt làm tả hữu vua, tôi thấy đại vương đứng một mình ở trong triều đã bao nhiêu lâu rồi, e rằng sau khi đại vương trăm tuổi đi thì kẻ làm vua nước Tần không còn phải là con cháu đại vương nữa!
Tần Chiêu Tương vương nghe lời của Phạm Thư, bèn phế bỏ thái hậu, cho thu tướng ấn của Nguỵ Nhiễm, bắt phải về ngay ấp phong, đuổi Hoa Dương quân, Cao Lăng quân, Kinh Dương quân ra ngoài quan ngoại. Sau đó vua Tần phong cho Phạm Thư làm thừa tướng, ban đất Ứng để làm ấp phong. Tuy nhiên lúc đó ông vẫn giữ tên Trương Lộc.

## Trả thù Ngụy Tề
Tần Chiêu Tương vương nghe theo lời Phạm Thư, thường đem quân đánh nước Ngụy. Năm 265 TCN, Ngụy An Ly vương sai Tu Giả đến Tần xin hòa. Phạm Thư nghe tin, cải trang làm người nghèo khổ xin được yết kiến Tu Giả. Tu Giả nhận ra Phạm Thư, động lòng thương, bèn giữ lại cùng ngồi, lại mời thức ăn. Sau đó Phạm Thư nói trở về mượn xe, rồi lấy cỗ xe lớn thắng bốn ngựa, thân đánh xe đến trước quán dịch, rồi cầm cương đánh xe chở Tu Giả vào tướng phủ. Người nước Tần thấy thừa tướng cầm cương thì chắp tay đứng ra bên đường hoặc chạy tránh xa. Tu Giả cứ ngờ là họ kính trọng mình, không có biết là họ vì Phạm Thư. Khi đến phủ, Phạm Thư xin Tu Giả vào bẩm thừa tướng. Tu Giả đợi rất lâu, không thấy Phạm Thư, bèn hỏi người lính canh mới biết Phạm Thư chính là thừa tướng. Tu Giả kinh sợ lột áo cởi đai trút mũ đi chân không quỳ ở ngoài cửa nhờ lính canh nói rằng kẻ có tội nước Ngụy là Tu Giả xin chịu tội chết. Khi được Phạm Thư triệu vào, Tu Giả dập đầu chịu tội. Phạm Thư hỏi: "Mày có bao nhiêu tội?". Tu Giả nói: "Dù nhổ hết tóc tôi để kể tội tôi cũng chưa hết". Phạm Thư nói: "Mày có ba tội. Vì mồ mả tiên nhân ta ở Ngụy nên ta không muốn làm quan ở Tề, vậy mà mày lại nghi ta tư thông với Tề, đó là một tội. Đang khi Ngụy Tề nổi cơn giận đánh ta đến gãy răng gãy xương, mày không hề can ngăn đó là hai tội. Đến khi ta đau quá ngất đi, bị bỏ vào chuồng xí mày lại đem tân khách ra mà đái vào ta, sao lại nhẫn tâm thế, đó là ba tội. Nhưng tao không chém đầu mày vì biết mày còn có lòng thương đến người cũ nên ta rộng lòng tha cho".
Rồi đuổi Tu Giả ra khỏi phủ. Tu Giả lạy tạ, đi ra. Ngày hôm sau, Phạm Thư vào yết kiến Tần Chiêu Tương vương, thú nhận thân phận thực sự. Vua Tần hứa sẽ giúp ông báo thù.
Khi Tu Giả vào từ biệt Phạm Thư, ông làm tiệc thết đãi, sau đó để Tu Giả ngồi ở phòng ngoài, có lính canh giữ. Phạm Thư lại mời khách trong phủ ngồi cùng dự tiệc, bắt Tu Giả ngôi ở một bàn nhỏ, sai hai tên tù bị tội thích chữ ngồi kèm hai bên, không cho ăn cơm rượu mà bắt ăn đậu rang. Ông bảo Tu Giả:
Ngươi về nói với Ngụy vương, mau đem đầu Ngụy Tề đến đây, nếu không ta sẽ tự đem quân đến làm cỏ thành Đại Lương.
Tu Giả trở về nước nói với Ngụy Tề. Ngụy Tề cả sợ, vội bỏ chạy sang nước Triệu nương nhờ Bình Nguyên quân. Vua Tần nghe tin Ngụy Tề ở nước Triệu, bèn viết thư cho Bình Nguyên quân mời sang chơi. Bình Nguyên quân đích thân đến nước Tần, bị vua Tần uy hiếp nộp Ngụy Tề nhưng nhất định không nghe. Tần Chiêu Tương vương bèn đích thân viết thư cho vua Triệu, dọa bắt giam Bình Nguyên quân nếu Triệu không nộp Ngụy Tề. Tướng quốc Ngu Khanh khuyên vua Ngụy không được bèn cùng Ngụy Tề trốn sang nước Ngụy gặp Tín Lăng quân nhưng vừa sang đến nơi thì Ngụy Tề đã tự tử. Tín Lăng quân nghe lời sứ giả nước Triệu nộp đầu Ngụy Tề cho nước Tần để chuộc Bình Nguyên quân về nước. Tần Chiêu Tương vương bèn gửi Bình Nguyên quân về nước.

## Gièm pha Bạch Khởi
Năm 263 TCN, Sở Khoảnh Tương vương sắp mất, sai thái phó Hoàng Yết đón thái tử Hùng Nguyên đang làm con tin ở nước Tần về nối ngôi. Hoàng Yết sợ vua Tần sẽ giữ Hùng Nguyên không cho về, bèn nhờ Phạm Thư xin cho mình về trước, rồi dùng kế đánh tráo để đưa thái tử về. Ba tháng sau, Sở Khoảnh Tương vương chết, Hùng Nguyên lên nối ngôi, tức là Sở Khảo Liệt Vương. Tần Chiêu Tương vương định bắt Hoàng Yết tự sát nhưng Phạm Thư khuyên vua Tần thả Yết về để nước Sở mang ơn nước Tần, vua Tần nghe theo.
Năm 260 TCN, tướng nước Tần là Bạch Khởi đánh tan quân nước Triệu ở Trường Bình, rồi thừa thắng kéo quân vây Hàm Đan, định diệt nước Triệu. Do Phạm Thư vốn bất hòa với Bạch Khởi nên nước Triệu nhờ Tô Đại (em Tô Tần) làm thuyết khách sang nước Tần xúi giục Phạm Thư cho giảng hòa. Do sợ công lao của Bạch Khởi quá lớn sẽ lấn át mình, nên Phạm Thư lại xui Tần Chiêu Tương vương chấp nhận lui quân giảng hòa với điều kiện nước Triệu dâng hiến sáu thành. Triệu Vương đồng ý dâng 6 thành để tranh thủ thời gian hoà hoãn, cho gọi lại Liêm Pha làm tướng, chỉnh đốn lại binh mã, củng cố quốc phòng. Khi Tần thúc giục giao đất, vua Triệu theo lời quần thần nhất quyết không giao đất, đồng thời ra sức liên kết với các nước để hợp lực chống Tần.
Bạch Khởi biết Phạm Thư xui vua Tần rút quân nên xảy ra hiềm khích với ông, thường than vãn với mọi người. Tần Chiêu Tương vương nghe vậy hối tiếc, lại dùng Bạch Khởi làm tướng, muốn sai đánh Triệu nhưng do Bạch Khởi có bệnh không đi được nên sai Vương Lăng đi thay nhưng bị quân Triệu đánh bại. Sau đó, nước Tần cử Vương Hột ra trận nhưng cũng không thể chiếm được thành Hàm Đan.
Lúc bấy giờ Bạch Khởi đã khỏi bệnh, vua Tần muốn sai đem quân đánh Triệu nhưng Bạch Khởi không chịu. Vua Tần lại sai Phạm Thư đến khuyên nhưng Bạch Khởi căm giận Phạm Thư nên xưng bệnh không tiếp. Ông bèn gièm với vua Tần rằng Bạch Khởi muốn chống lệnh không đi. Vua Tần lại sai Vương Hạt đánh Triệu cũng không được, Phạm Thư nhân thể tâu với Tần Chiêu Tương vương, thế nào cũng phải cử Vũ An quân làm tướng nhưng Bạch Khởi lại xưng bệnh. Tần Chiêu Tương vương giận dữ, đày Khởi ra Âm Mật, rồi ép phải tự tử.

## Từ quan
Sau khi làm thừa tướng, Phạm Thư nhớ ơn Trịnh An Bình và Vương Kê, đều tiến cử lên vua Tần. Vua Tần bèn sai An Bình đánh Triệu, nhưng An Bình lại đem hai vạn quân đầu hàng, bị giết cả họ. Theo luật nước Tần, người tiến cử cũng phải cùng tội nên Phạm Thư tự nằm lên cỏ khô đợi tội. Vua Tần không nỡ giết, ra lệnh không ai được nhắc đến nữa. Hai năm sau, Vương Kê thông mưu với nước Ngụy chống Tần, cũng bị giết. Phạm Thư biết chuyện, trong lòng áy náy không yên.
Một hôm, Phạm Thư vào chầu, thấy vua Tần thở dài, thì nói:
"Thần nghe, vua lo thì tôi nhục, vua nhục thì tôi phải chết. Nay đại vương ưu phiền, tất là thần có tội".
Vua Tần bảo:
"Quả nhân thấy phàm việc không dự bị sẵn sàng, thì không ứng phó kịp trong khi thảng thốt; nay Võ An quân đã bị giết, Trịnh An Bình lại làm phản, ngoài nhiều cường địch mà trong không có lương tướng, vì thế quả nhân lấy làm lo."
Phạm Thư lo sợ, lui ra. Sau đó có người nước Yên là Thái Trạch đến Tần, tự khoe mình sẽ thay Phạm Thư làm Thừa tướng. Phạm Thư nghe vậy bèn triệu Thái Trạch vào cung, định chế nhạo nhưng Thái Trạch dùng lời lẽ phân tích lợi hại, khuyên Phạm Thư nhường chức cho mình. Phạm Thư kính phục, tôn làm thượng khách, hôm sau lại vào gặp vua Tần xin tiến cử Thái Trạch. Vua Tần phong Trạch làm Khách khanh. Sau đó Phạm Thư xưng bệnh nộp lại tướng ấn nhưng vua Tần không cho. Ông bèn cáo đau nặng không dậy được. Vua Tần bèn cử Thái Trạch làm thừa tướng để thay Phạm Thư, phong làm Cương Thành quân. Phạm Thư về dưỡng lão ở Ứng thành.
Năm 255 TCN, Phạm Thư mất ở Ứng Thành. Do không rõ Phạm Thư sinh năm nào nên không biết lúc mất, ông được bao nhiêu tuổi.